# Günter Güttler
Pour les articles homonymes, voir Güttler.
Günter Güttler est un footballeur ouest-allemand puis allemand né le 31 mai 1961 à Erlangen. Il évoluait au poste de milieu de terrain.

## Biographie

### Joueur
Günter Güttler commence sa carrière au Bayern Munich en 1980.
Il est sacré Champion d'Allemagne dès sa première saison en 1980-81.
La saison suivante, il se met en évidence en étant l'auteur d'un doublé en Bundesliga, sur la pelouse du FC Nuremberg, permettant à son équipe de l'emporter 0-3 à l'extérieur.
Lors de la campagne de Coupe des clubs champions en 1981-82, il joue quatre matchs : il entre notamment en jeu durant la finale perdue 0-1 contre Aston Villa.
Il remporte la Coupe d'Allemagne de l'Ouest en 1981-82.
En 1983, Güttler rejoint le club belge du KV Malines.
Il ne reste qu'une saison en Belgique et revient en 1984 en Allemagne de l'Ouest, pour jouer sous les couleurs du FC Nuremberg.
Lors de la saison 1984-1985, il se met en évidence en étant l'auteur d'un triplé en 2. Bundesliga, à l'occasion de la réception du Fortuna Cologne, permettant à son équipe de l'emporter sur le large score de 6-0.
De 1987 à 1990, il est joueur du SV Waldhof Mannheim.
En 1990, Güttler devient joueur du FC Schalke 04.
Après un passage de 1994 à 1996 au SpVgg Greuther Fürth, il raccroche les crampons.
Le bilan de la carrière de Güttler en championnat s'élève à 234 matchs disputés pour 14 buts inscrits en première division allemande. En compétitions européennes, il dispute quatre matchs pour aucun but inscrit en Coupe des clubs champions.

### Entraîneur
Güttler poursuit une carrière d'entraîneur après sa carrière de joueur.

## Palmarès
Bayern Munich
- Championnat d'Allemagne de l'Ouest (1) :
  - Champion : 1980-81.

- Coupe d'Allemagne de l'Ouest (1) :
  - Vainqueur : 1981-82.

- Coupe des clubs champions :
  - Finaliste : 1981-82.